# 町田業太
町田 業太（まちだ ぎょうた、1911年4月27日 - 1993年8月18日）は、日本の実業家。兼松社長、会長を務めた。群馬県前橋市出身。

## 経歴・人物
1932年に横浜高等商業学校を卒業し、同年に兼松商店に入社した。1952年に取締役に就任し、常務、専務を経て、1964年に副会長に就任し、1965年には社長に昇格した。1976年に会長に就任し、翌年から相談役を務めた。
1982年に勲三等旭日中綬章を受章した。
1993年8月18日肺炎のために死去。82歳没。